# Vokalmusik Wiesbaden
Der Vokalmusik Wiesbaden e. V. ist der Träger des Männerkammerchores Wiesbaden-Sonnenberg und des Vokalensembles für Hohe Stimmen arSoni Wiesbaden.

## Geschichte
Der Verein Vokalmusik Wiesbaden e. V. kann auf eine über 150-jährige Geschichte zurückblicken. In seiner jetzigen Form existiert er als Spartenverein seit 2014, ursprünglich als zeittypischer Männerchor „Gemüthlichkeit Sonnenberg“ im Jahr 1865 aus der Gesangsriege der TSG Turn- und Sportgemeinde 1861 Sonnenberg e. V. gegründet, ab 1987 als Männer-Kammerchor Wiesbaden-Sonnenberg.
Die Besonderheit der Chöre liegt in der Bandbreite ihrer Musik. Beide lassen sich auf kein Genre festlegen, die Stilistik der aufgeführten Stücke reicht von Pop-Jazz über Romantik, Klassik und Barock bis hin zu Gregorianik. Genauso bewegen sie sich sowohl in weltlicher als auch geistlicher Musik. Spannende, neue Formate zeichnen die Konzerte der Chöre aus. Zum Beispiel, in einem Stationenkonzert rund um den Geheimrat Goethe in Wiesbaden würdigten die Chöre dem Aufenthalt in Wiesbaden zur Kur des Geheimrat vor 200 Jahren, und arSoni zeigte in einem Chortheater-Programm, wie Chormusik mit einem roten Faden verbunden auch inszeniert werden kann. Probenwochenenden, regelmäßige Stimmbildung und Fortbildungsworkshops ergänzen die kontinuierliche Probenarbeit.

## Auszeichnungen
Der Spartenchor Männer-Kammerchor Wiesbaden-Sonnenberg wurde 1993 mit dem Kulturpreis der Landeshauptstadt Wiesbaden ausgezeichnet.

## CD-Einspielung
Der Spartenchor Männer-Kammerchor Wiesbaden-Sonnenberg nahm 1998 eine CD mit dem Titel  Männerchöre der Romantik, mit Werken der Komponisten
- Robert Schumann
- Felix Mendelssohn Bartholdy
- Franz Schubert

auf.